# Radio Kričač
»Kričač« je tudi interni mesečni časopis RTV Slovenije.
Radio Kričač je bila ilegalna radijska postaja Osvobodilne fronte, ki je oddajala v okupirani Ljubljani med drugo svetovno vojno. Radia kljub iskanju niso nikoli odkrili, kratke, petnajstminutne prispevke je oddajal s 23 različnih lokacij od 17. novembra 1941 do 5. aprila 1942, ko so Italijani ukazali odstranitev radijskih anten v mestu. Odtlej oddajanje ne bi imelo več pravega smisla zaradi pomanjkanja poslušalcev. 
Vsakokratno Kričačevo oddajanje se je začelo s tiktakanjem ure in s slovensko himno (Naprej zastava slave).
Edino daljšo oddajo so pripravili na predvečer obletnice Prešernove smrti 7. februarja 1942, katere deli so bili govor pisatelja Prežihovega Voranca, recitacije, glasba in druga sporočila. Nad oddajo, ki je bila hkrati prvi umetniški program ilegalne radijske postaje v Evropi med drugo svetovno vojno, so bili Kričačevi poslušalci navdušeni.
Informacija, da je zdaj oddajnik Radia Kričač v varstvu potomca članice OF, verjetno ne drži. Prenašali in skrivali so ga razstavljenega na tri dele. Po vojni so izginili, tako da so nekdanji sodelavci radia naredili nov oddajnik, ki je bil dokaj zvesta kopija originala.